# Yvonne (Hausrind)
Yvonne (* 2005; ursprünglicher Name: Angie, auch Bambi † 3. September 2019) war eine braun-weiße Hausrindkuh. Im Sommer 2011 errang sie mediale Aufmerksamkeit, als sie aus menschlicher Obhut entwich und über mehr als drei Monate nicht eingefangen werden konnte, da sie sich versteckt hielt. Yvonne sorgte für erhebliche Resonanz in den Massenmedien und in sozialen Netzwerken.

## Ereignisse

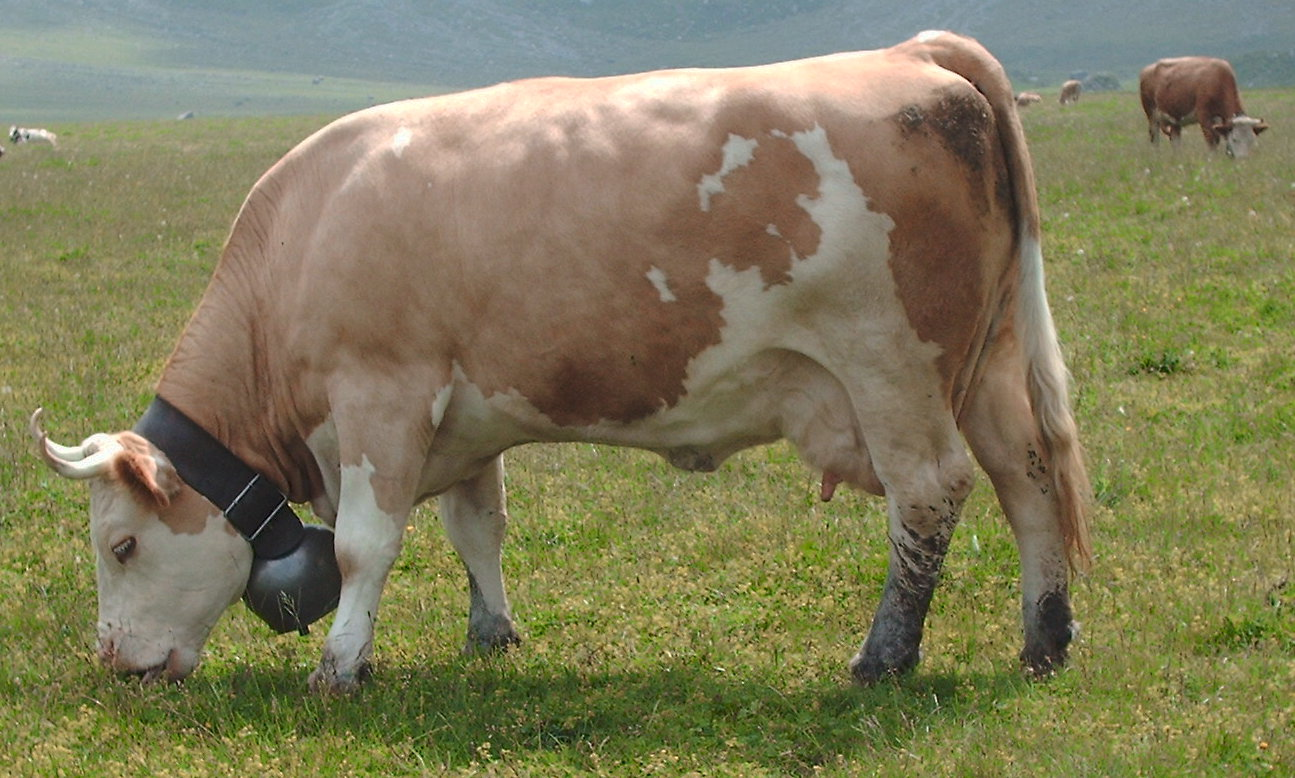
Ein Simmentaler Fleckvieh, die Rasse, zu der auch Yvonne zählte

Yvonne wurde zunächst als Milchkuh in einem landwirtschaftlichen Betrieb auf einem Bergbauernhof in Unterkremsberg im österreichischen Liesertal gehalten. Im Frühjahr 2011 kaufte sie ein Landwirt aus dem deutschen Landkreis Mühldorf am Inn in Bayern, um sie dort zu mästen und anschließend zu schlachten. Am 24. Mai 2011 entfernte sie sich vom Weidegelände ihres Besitzers und hielt sich seitdem in einem Waldgebiet beim Zangberger Ortsteil Palmberg sowie in Taubental auf, wo sie trotz großer Bemühungen zeitweise nicht aufzufinden war; gelegentlich wurde sie dort auch auf offenem Feld gesichtet.
Am 1. September 2011 meldete das Landratsamt Mühldorf, Yvonne habe sich auf einer Weide im Ampfinger Ortsteil Unteralmsham ihren Artgenossen angeschlossen. Am 2. September 2011 wurde sie von Henning Wiesner, dem früheren Direktor des Tierparks München-Hellabrunn, und Mitarbeitern des Gnadenhofs Gut Aiderbichl mithilfe von Betäubungspfeilen und mehreren Haltegurten eingefangen und auf den Hof in der Nähe von Deggendorf gebracht, wo sie in Frieden lebte, bis sie am 3. September 2019 im Alter von 14 Jahren eingeschläfert wurde.

### Gefahrenpotenzial
Unterschiedlich wurde die Frage beurteilt, ob die frei umherlaufende Kuh eine Gefahr darstelle, vor allem für den Straßenverkehr. Unterstützer der Aktionen für Yvonne bestritten dies, während behördlicherseits bereits die vorsorgliche Tötung des Tiers durch Abschuss erwogen wurde. Wegen der sehr viel größeren Körpermasse stelle das Rind eine wesentlich größere Gefahr für die Verkehrsteilnehmer dar als ein Wildtier. Medienberichten zufolge hatte die Kuh am 29. Juli 2011 eine Straße überquert und war dabei beinahe mit einem Polizeiauto zusammengestoßen. Daraufhin wurde sie am 30. Juli 2011 zum Abschuss freigegeben. Allerdings mied sie seitdem die Straßen.
Daraufhin kauften sie Tierschützer, um sie auf einem der Gut Aiderbichl genannten Gnadenhöfe des Tierschützers Michael Aufhauser im Landkreis Deggendorf unterzubringen. Auf der angrenzenden Straße wurde die Höchstgeschwindigkeit von 100 auf 30 km/h gesenkt, am Straßenrand wurden Zäune aufgestellt und auf eine zunächst beabsichtigte gezielte Tötungsaktion wurde vorerst verzichtet.
Die wegen Yvonne erlassene Gefahrenabwehrverordnung, aufgrund derer sie hätte erschossen werden sollen, wurde bis zum 26. August 2011 ausgesetzt. Am 26. August 2011 wurde die Abschussgenehmigung ganz aufgehoben. Währenddessen tauchte ein Plakat mit der Aufschrift „Tötet die Kuh“ auf.
Der frühere Besitzer warnte vor dem Temperament des Tiers: Er habe sie verkauft, weil sie so nervös gewesen sei.
Käme sie in Bedrängnis, würde sie wahrscheinlich gefährlich werden.

### Fangversuche und PR-Kampagne
Die Betreiber des Gutes Aiderbichl und ihre freiwilligen Helfer verbreiteten nahezu täglich neue Methoden, Yvonne einzufangen, die von den Medien gerne aufgegriffen wurden. Dabei setzten sie eine andere Kuh, ein Kalb und einen Stier ein, was Yvonne über den Herden-, Mutter- und Brunftinstinkt aus dem Wald locken sollte. Außerdem errichteten sie eine Futterfalle im Wald, bei der ein Bügel über einer Futterkrippe das Tier, das sich der Krippe näherte, an der Flucht hindern sollte. All diese Versuche blieben jedoch vorerst erfolglos. Zwar besuchte Yvonne die anderen Tiere, allerdings nur im Schutze der Nacht, so dass sie danach wieder entkommen konnte.
Ab Mitte August 2011 wurde für die Suche ein Hubschrauber mit einer Wärmebildkamera eingesetzt. Die Kosten wurden vom privaten Radiosender Antenne Bayern und der Stiftung Gut Aiderbichl getragen. Wegen des heißen Wetters wurde versucht, die Kuh vor Einbruch der Dunkelheit während der Suche nach Trinkwasser zu betäuben. Da es schwierig ist, im Waldgelände einen Betäubungspfeil in einen Muskel zu schießen, wurde ebenfalls diskutiert, Yvonne erst im Herbst nachts mit Futter aus dem Wald zu locken.
Kritiker verurteilten diese Fangversuche als „eine Hetze“. Nicht nur die Kuh, sondern alle Tiere im Wald würden durch den massenhaften Auflauf der Menschen verschreckt. Sie verschwänden deshalb im Dickicht. Eine Möglichkeit, Yvonne zu finden, bestünde nur, wenn man das Waldgebiet für einige Wochen in Ruhe lasse.
Der Präsident des Berliner Sri-Ganesha-Hindu-Tempels, Avnish Kumar Lugani, wies am 22. August 2011 darauf hin, die Kuh habe das Recht zu leben. Sie dürfe deshalb nicht getötet, sondern müsse eingefangen werden. Sie sei „kein Tiger oder Löwe“ und daher nicht gefährlich. Auch indische Medien hoben den religiösen Aspekt hervor.
Ende August 2011 wurden die Fangversuche vorläufig für beendet erklärt. Die Kuh solle „in Ruhe gelassen“ werden. Man wolle abwarten, bis sie sich von selbst zeige, hieß es. Die weiteren Bemühungen wurden von Aufhauser gemeinsam mit dem Tierarzt und ehemaligen Direktor des Münchener Tierparks Hellabrunn Henning Wiesner geleitet.
Am Abend des 31. August 2011 wurde Yvonne auf einem Landstück grasend gefunden und anhand ihrer Ohrmarke identifiziert. Am Morgen des 1. September 2011 wurde sie von Wiesner mit zwei Gewehrschüssen betäubt und anschließend auf das Gut Aiderbichl zu ihrem Sohn Friesi, ihrer Schwester Waltraud und dem Kalb Waldi gebracht.

## Medienecho
In den deutschen Medien sorgte Yvonnes Verschwinden für ein umfangreiches Echo. Alle größeren Zeitungen, Zeitschriften und Fernsehsender berichteten über sie.
Bei Facebook gründeten sich zahlreiche Initiativen, die an ihrem Verschwinden und der Unfähigkeit der Menschen, sie einzufangen, Gefallen fanden. Man bangte um die körperliche Unversehrtheit und das Leben der Kuh. In der größten einschlägigen Facebook-Gruppe fanden bis zum 29. August 2011 über 27.000 Unterstützer zusammen.
Im Ausland berichteten die britischen Tageszeitungen The Independent und Guardian, der kanadische Radiosender CBC Radio 1 und National Public Radio über die runaway cow. In Frankreich beschäftigten sich ein Blog des Nachrichtenmagazins Nouvel Observateur und der Auslandssender Radio France Internationale mit dem Vorfall. Die New York Times berichtete über das Medienecho in einem ihrer Blogs. Die Kuh war auch Thema in Zeitungen in Abu Dhabi, und Radiosender in Indien und Südafrika berichteten über Yvonne.
In einigen Medien wurde der Rummel um die entlaufene Kuh als typisches Sommerloch-Thema bezeichnet. Andere stellten die Frage des möglichen Abschusses in den Vordergrund und sahen Parallelen zu anderen Aufsehen erregenden Tieren, die in Bayern in den vergangenen Jahren abgeschossen worden waren, vor allem zum damals so genannten Problembären Bruno. In einigen Medienberichten wurde sie in Analogie zu Bruno als „Problemkuh“ bezeichnet.
Am 13. August 2011 setzte die Bild-Zeitung eine Belohnung von 10.000 Euro aus für Hinweise, die zum Fang der Kuh führten. Sie sollte dabei nicht verletzt werden. Allerdings folgten nur wenige diesem Aufruf, Yvonne zu suchen.
Der Ö3 „Callboy“ Gernot Kulis behauptete in einem Telefonscherz am 12. August 2011, die Kuh gefangen zu haben und verlangte ein Lösegeld von 10.000 Euro in einem Bahnhofsschließfach in Salzburg. Er werde die Kuh dann auf Gleis 8 anbinden, wo sowieso kein Zug mehr fahre. Andernfalls werde er sie an einen Schlachthof ausliefern, der über 5.000 Euro zahlen werde. Der Telefonscherz wurde am 22. August 2011 gesendet.
Joe Heinrich veröffentlichte am 10. August 2011 mit der satirischen Ode an eine starke Frau Kuh Yvonne den ersten Yvonne-Song. Am 15. August 2011 veröffentlichte das Duo SinGold Melodies das volkstümliche Lied Yvonne, die Kuh („Muh, muh, ich bin die Kuh und hab ein Herz genau wie du. Muh, muh, ich heiß Yvonne und wenn ich will, lauf ich davon.“) auf YouTube. Der von Petra Schauer gesungene Text stammte von Heinz-E. Klockhaus, die Komposition von Duo-Mitglied Theo Bachschmid. Ab 17. August 2011 berichteten die Medien darüber. Die Gnadenkapelle Eschlbach folgte am 24. August mit Yvonne, du wuide Kua („Hey Yvonne, du Wuide Kua, lebst im Wald und möchst nua dei Rua. Hey Yvonne du Superschnelle, springst über’n Zaun wia a Gazelle.“), in dem ihre Geschichte bis zu diesem Zeitpunkt erzählt wird. Am 31. August 2011 veröffentlichte Joe Heinrich noch ein fiktives Interview mit Yvonne, in dem das Lied von SinGold Melodies scheinbar aus Rindersicht wegen angeblichen Fleischkonsums kritisiert, sein eigenes Lied dagegen wegen angeblichen Vegetarismus gelobt wurde.
Am 25. Mai 2016 berichtete RTL über die Kuh Yvonne.

## EM-Orakel
Im Juni 2012 wurde Yvonne als „Tier-Orakel“ für die Fußball-Europameisterschaft 2012 eingesetzt. Die Kuh sollte für den Sender Bayern 3 den Ausgang der Spiele mit deutscher Beteiligung vorhersagen. Dazu sollte sie sich vor den jeweiligen Spielen für einen mit den Nationalflaggen der Mannschaften verzierten Futtereimer entscheiden. Am 8., 13. und 15. Juni 2012 fraß Yvonne zuerst aus dem Eimer mit den Flaggen der Gegner der deutschen Mannschaft und prognostizierte damit jeweils falsch diese als Gewinner. Danach wurden die Regeln geändert: Der Trog, aus dem Yvonne fraß, sollte den Verlierer bezeichnen. Den Ausgang der beiden folgenden Spiele sagte Yvonne somit richtig voraus: Bei allen fünf Spielen fraß sie immer aus dem Trog des Verlierers.
| Yvonnes Trog | Gewinner    | Verlierer    |
| ------------ | ----------- | ------------ |
| Portugal     | Deutschland | Portugal     |
| Niederlande  | Deutschland | Niederlande  |
| Dänemark     | Deutschland | Dänemark     |
| Griechenland | Deutschland | Griechenland |
| Deutschland  | Italien     | Deutschland  |

## Verhaltensforschung
Klaus Reiter, Professor für Verhaltensforschung für Nutztiere an der Bayerischen Landesanstalt für Landwirtschaft, beurteilte das Verhalten der Kuh als ungewöhnlich. Laut Reiter schien die Kuh schnell zu den ursprünglichen Instinkten eines Wildtiers zurückgefunden zu haben. So stellte sie ihren Schlafrhythmus um und schlief tagsüber, um abends zu grasen. Deswegen wurde das Rind auch als „Kuh, die ein Reh sein will“, bezeichnet. Diese Bezeichnung wurde nach Angaben des Berliner Tagesspiegels zuerst von der Passauer Neuen Presse verwendet.
Es bestätigte sich die Aussage des Leiters des Instituts für Tierhygiene, Tierschutz und Nutztierethologie der Stiftung Tierärztliche Hochschule Hannover, Jörg Hartung. Er hatte darauf hingewiesen, dass Rinder Herdentiere seien. Deshalb werde Yvonne letztlich wieder aus dem Wald herauskommen und die Gesellschaft ihrer Artgenossen suchen. Da sie in dem Gelände keine natürlichen Feinde habe und weil Kühe sich gut an die äußeren Begebenheiten anpassen könnten, bestehe für sie insoweit keine Gefahr: „Rinder können sich, so lange sie Futter haben, gut durchschlagen“, sagte er gegenüber der Frankfurter Allgemeinen Zeitung.
Stier Ivan war im Oktober 2011 entkommen und lebte rund acht Monate in einem Wald in Trausdorf im Burgenland. Er wurde im Juni 2012 nach mehreren Versuchen ebenfalls von den Mitarbeitern von Gut Aiderbichl eingefangen und auf das Gut gebracht.